# Michel Déon
Michel Déon (Parigi, 4 agosto 1919 – Galway, 28 dicembre 2016) è stato uno scrittore francese, membro dell'Académie française.
Autore di racconti e opinionista letterario, con Antoine Blondin, Jacques Laurent e Roger Nimier fece parte del movimento letterario degli "ussari". Nel 1973 vinse il Grand Prix du roman de l'Académie française per Un taxi mauve. Nel 1978 entrò a far parte dell'Académie française, nella quale occupò il seggio numero 8.

## Opere
- 1944 - Adieux à Sheila  (Robert Laffont)
- 1946 - Amours perdues  (Bordas)
- 1950 - Je ne veux jamais l'oublier  (Plon)
- 1952 - La Corrida  (Plon)
- 1954 - Le Dieu pâle  (Plon)
- 1955 - Tout l'amour du monde I, récits  (Plon)
- 1955 - Plaisirs  (Editions de Paris), con lo pseudonimo Michel Férou
- 1956 - Lettre à un jeune Rastignac, libelle  (Fasquelle)
- 1956 - Les Trompeuses Espérances  (Plon)
- 1958 - Les Gens de la nuit  (La Table ronde)
- 1960 - La Carotte et le Bâton  (La Table ronde)
- 1960 - Tout l'amour du monde II, récits  (La Table ronde)
- 1964 - Louis XIV par lui-même  (Gallimard)
- 1965 - Le Rendez-vous de Patmos, récits  (Gallimard)
- 1967 - Un parfum de jasmin  (Gallimard)
- 1967 - Mégalonose  (La Table ronde)
- 1970 - Les Poneys sauvages  (Gallimard) - vincitore del Prix Interallié
- 1973 - Un taxi mauve  (Gallimard) - vincitore del Grand Prix du roman de l'Académie française
- 1975 - Le Jeune Homme vert  (Gallimard)
- 1975 - Thomas et l'infini, récit pour enfants, illustrato da Étienne Delessert  (Gallimard)
- 1977 - Les Vingt Ans du jeune homme vert  (Gallimard)
- 1981 - Un déjeuner de soleil  (Gallimard)
- 1984 - Je vous écris d'Italie  (Gallimard)
- 1987 - La Montée du soir  (Gallimard)
- 1987 - Ma vie n'est plus un roman  (Gallimard)
- 1990 - Un souvenir  (Gallimard)
- 1992 - Le Prix de l'amour  (Gallimard)
- 1992 - Ariane ou l'oubli  (Gallimard)
- 1993 - Pages grecques, récits (Le Balcon de Spetsai, Le Rendez-vous de Patmos, Spetsai revisité)  (Gallimard)
- 1993 - Parlons-en… (in collaborazione con Alice Déon)  (Gallimard)
- 1995 - Je me suis beaucoup promené…   (La Table ronde)
- 1995 - Une longue amitié , lettres d'André Fraigneau et Michel Déon  (La Table ronde)
- 1995 - Le Flâneur de Londres  (Robert Laffont)
- 1996 - La Cour des grands  (Gallimard)
- 1998 - Madame Rose  (Albin Michel)
- 1999 - Pages françaises, récits (Mes arches de Noé, Bagages pour Vancouver, Post-Scriptum)  (Gallimard)
- 2001 - Taisez-vous… j'entends venir un ange  (Gallimard)
- 2002 - Une affiche bleue et blanche  (Gallimard)
- 2002 - Mentir est tout un art  (Le Rocher)
- 2004 - La Chambre de ton père  (Gallimard)
- 2005 - Cavalier, passe ton chemin!  (Gallimard)
- 2009 - Cahier Déon (L'Herne). Contiene documenti, saggi e lettere inediti.
- 2009 - Journal (L'Herne)